# Alchemilla multidens
Alchemilla multidens är en rosväxtart som beskrevs av Robert Buser. Alchemilla multidens ingår i släktet daggkåpor, och familjen rosväxter. Inga underarter finns listade i Catalogue of Life.